# П'єр Безьє
П'єр Етьєн Безьє (фр. Pierre Étienne Bézier) (1 вересня 1910—25 листопада 1999) — французький інженер і винахідник кривих Безьє і поверхонь Безьє, які зараз використовуються в системах автоматизації проектування і системах комп'ютерної графіки. Народжений в Парижі, Безьє здобув диплом інженера з машинобудування від Національній вищій школі мистецтв і ремесел (фр. École Nationale Supérieure d'Arts et Métiers) в 1930. Він заробив другий диплом з електротехніки в 1931 в Вищий школі електрики, та здобув докторський ступінь з математики від Університету Парижа в 1977.
Він працював у автомобільній компанії Рено у 1933–1975 рр, де розробляв свою систему САПР-САМ UNISURF.
У 1968–1979 рр. він був професором з виробництва у Національній консерваторії мистецтв і ремесел (фр. Conservatoire national des arts et métiers). У 1985 П'єра Безьє визнала організація ACM SIGGRAPH та нагородила премією «Steven A. Coons» за його довічний внесок у комп'ютерну графіку і діалогові методи.